# Margaret Mead
Margaret Mead (Filadelfia, 16 dicembre 1901 – New York, 15 novembre 1978) è stata un'antropologa statunitense, ricordata per i suoi studi sulle convenzioni sessuali nel sud-est asiatico, che ebbero grande influenza sulla rivoluzione sessuale degli anni sessanta.

## Biografia
Nacque a Filadelfia, prima di quattro figli in una famiglia di religione quacchera originaria del Midwest. Il padre, Edward Sherwood Mead, era professore di economia all'Università della Pennsylvania, sua madre, Emily Fogg, era invece una sociologa. Le due persone di riferimento per la sua crescita furono la madre e la nonna paterna che lei adorava. Dopo la scuola superiore fu ammessa alla DePauw University, l'università che aveva frequentato il padre. Dopo un anno, nonostante l'opposizione di suo padre, si trasferì presso il Barnard College, dove studiò psicologia. Qui conobbe e divenne amica di Ruth Benedict, che la persuase a diventare antropologa. Durante gli studi conobbe uno studente di teologia, Luther Cressman, che sposò nel 1923. Sognava di avere una famiglia numerosa, ma le venne comunicato che sfortunatamente non poteva avere figli.
Nel 1925 si recò a Ta'ū, isola samoana, dove si dedicò allo studio delle adolescenti. Tornò nel 1926, scrisse il suo primo libro (Coming of Age in Samoa), che venne tradotto in molte lingue e nel quale Mead, tra le altre cose, concludeva che il disagio adolescenziale era appreso e non naturale e che era originato da aspetti culturali e non biologici. Nel 1928 divorziò e sposò uno psicologo neozelandese, Reo Fortune. Si trasferirono in Nuova Guinea, dove Mead si dedicò allo studio dello sviluppo dei bambini e dei comportamenti degli adolescenti della popolazione dell'isola di Manus. Nel 1935 pubblicò Sesso e temperamento, basato sulle ricerche condotte in Nuova Guinea su tre popolazioni primitive: gli Arapesh, i Mundugumor e i Tchambuli. In questo, come in lavori successivi, affermò che i ruoli sessuali differivano fra le diverse società ed erano più influenzati da aspetti culturali che non da quelli biologici.
Nel 1936 si recò con il terzo marito, l'antropologo Gregory Bateson, a Bali. Nel 1939 nacque la figlia Mary Catherine. Nel 1942 pubblicò un libro, Balinese Character: A Photo Analysis, scritto con il marito Gregory, nel quale fece ampio uso di documenti fotografici apportando in questo modo un'innovazione negli studi antropologici. La seconda guerra mondiale interruppe i suoi studi nel Pacifico: nel 1944 fondò con Ruth Benedict l'Institute for Intercultural Studies. Nel 1953 tornò sull'isola di Manus per analizzare i cambiamenti avvenuti in seguito all'esposizione con altre culture e scrisse il libro New Lives for Old. Nel 1959 pubblicò il libro An Anthropologist at Work: Writings of Ruth Benedict, uno studio sulla sua collega Ruth Benedict. Nel 1972 scrisse invece la sua autobiografia, Blackberry Winter. Morì di cancro a New York il 15 novembre del 1978. Nel 1979, fu una delle protagoniste della raccolta di figurine collezionabili Supersisters, che aveva l'obiettivo di proporre modelli femminili di successo in campo politico, sportivo, sociale e culturale.
Margaret Mead scrisse 44 libri e più di 1.000 articoli pubblicati in diverse lingue.

## Impostazione teorica
Allieva di Franz Boas, sosteneva l'idea di un approccio scientifico in linea con quello allora dominante negli Stati Uniti, fortemente incentrato sulla ricerca etnografica di tipo particolaristico, con grande cautela nelle comparazioni tra diverse culture e nelle teorizzazioni generali. Considerato fondamentale era l'approfondimento storico dell'evoluzione di ogni singola cultura, considerata irriducibile alle altre. In realtà Mead, fin dalla famosissima ricerca nelle isole Samoa, seguì un metodo non pienamente in linea con questi propositi: scarso approfondimento storico e continui paralleli tra l'esperienza adolescenziale in America e quella da lei studiata delle giovani samoane. Inoltre, anche grazie alla sua formazione studentesca, sempre rilevante fu l'apporto di concetti della psicologia. Di conseguenza, assieme a Ruth Benedict, viene considerata principale esponente di una corrente di studi definita studi di cultura e personalità. In seguito si occupò di studi di genere, e fu tra le prime a sostenere il carattere di costruzioni culturali dei ruoli basato sul sesso.

### L'adolescente in una società primitiva
La ricerca più celebre ed importante di Margaret Mead fu L'adolescente in una società primitiva (Coming of Age in Samoa: A Psychological Study of Primitive Youth for Western Civilization) del 1928, frutto di una ricerca effettuata tra il 1926 e il 1928 in Samoa, in cui sostiene che le difficoltà personali incontrate dalle adolescenti occidentali, statunitensi in particolare, non sono universali e necessarie, ma contingenti e generate prevalentemente dalla società. Le adolescenti samoane, al contrario, sarebbero lasciate libere di giungere alla maturità fisica, identitaria, sessuale, sociale, senza condizionamenti eccessivi e non soffrirebbero delle crisi e delle difficoltà incontrate dalle occidentali. Queste tesi ebbero grandissima risonanza negli Stati Uniti e furono spesso contestate da parte dell'opinione pubblica.
Gli studi samoani dei Mead divennero oggetto di controversia con l'antropologo neozelandese Derek Freeman, il quale visitò le isole samoane tra il 1940 e il 1943, e come insegnante e nel 1963, con lo specifico scopo di ritrovare le persone intervistate da Mead e verificare gli scritti del 1928. Freeman descrive incongruità tra la sua esperienza in Samoa e gli scritti di Mead. Nelle sue conclusioni asserisce infatti che Margaret Mead fosse stata ingannata da alcune sue compagne sulla vita samoana, in particolare sulle esperienze sessuali, portandola a conclusioni errate sull'influenza culturale e sul ruolo della biologia negli individui. Nel 1977 Freeman le offrì di leggere le sue ricerche prima che venissero pubblicate, ma lei, seriamente malata di cancro, morì pochi mesi dopo aver ricevuto i documenti senza averli letti. Dopo varie stesure rifiutate Freeman pubblica le sue ricerche nel 1983 con il titolo "Margaret Mead and Samoa: The Making and Unmaking of an Anthropological Myth", scatenando un feroce dibattito negli antropologi e rovinando l'immagine di Mead.
A sostegno di questa tesi, Freeman raccolse le testimonianze di una informatrice di Mead, Fa'apua'a Fa'amu (che anni dopo comparirà in un video dichiarando di averla imbrogliata), ma le sue conclusioni furono contestate nel 1996 dall'antropologo Martin Orans, il quale dopo aver analizzato le note di Mead, divenute di dominio pubblico, afferma le errate conclusioni di Freeman nel libro "Not Even Wrong: Margaret Mead, Derek Freeman, and the Samoans". Dall'analisi delle note, Orans dichiara che Margaret Mead era cosciente dei frequenti scherzi dei samoani e che aveva formulato le conclusioni sulle esperienze sessuali prima di incontrare Fa'apua'a Fa'amu. Freeman è stato inoltre accusato di manipolazione del dati da Paul Shankman, il quale analizzando gli archivi di Freeman dopo la morte di quest'ultimo, ha scoperto che l'intervista dell'informatrice chiave Fa'apua'a Fa'amu è stata condotta in modo non oggettivo e pilotata in modo da pulire l'immagine licenziosa dei samoani descritta da Mead.

## Opere
- L'adolescente in una società primitiva. Uno studio psicologico della gioventù primitiva ad uso della società occidentale (Coming of Age in Samoa: A Psychological Study of Primitive Youth for Western Civilization, 1928); edizione italiana: 1980, Giunti-Barbera, Firenze.
- Sesso e temperamento in tre società primitive (tit. orig.: Sex and Temperament in Three Primitive Societies – 1935) Edizione italiana: 2003, Net, (ISBN 88-515-2007-0)
- Maschio e femmina (tit. orig.: Male and Female: A Study of the Sexes in a Changing World – 1949) Edizione italiana: traduzione di Muzi Epifani, 1972, Il saggiatore, Milano
- Società e autorità nell'Unione Sovietica (tit. orig.: Soviet attitudes toward authority an interdisciplinary approach to problems of soviet character – 1951) Edizione italiana: 1956, La nuova Italia, Firenze.
- Il mondo del bambino (tit. orig.: Childhood in Contemporary Cultures – 1955) in collaborazione con Martha Wolfenstein; edizione italiana: 1963, Edizioni di Comunità, Milano
- Crescita di una comunità primitiva: trasformazioni culturali a Manus, 1928-1953 (tit. orig.: New lives for old – 1956); edizione italiana: 1962, Bompiani, Milano.
- Popoli e paesi (tit. orig.: People and Places – 1959) Edizione italiana: 1988, Feltrinelli, Milano (ISBN 880781045X).
- Antropologia: una scienza umana (tit. orig.: Anthropology: A Human Science - 1964); edizione italiana: 1970, Ubaldini, Roma.
- Dibattito sulla razza (tit. orig.: A rap on race – 1971) in collaborazione con James Baldwin, edizione italiana: 1973, Rizzoli, Milano.
- L'inverno delle more: la parabola della mia vita (tit. orig.: Blackberry Winter: My Earlier Years – 1972); edizione italiana: 1977, Mondadori, Milano.
- Lettere dal campo: 1925-1975 (tit. orig.: Letters from the field, 1925-1975 – 1977); edizione italiana: 1979, Mondadori, Milano.